# Chrysotimus
Chrysotimus is een vliegengeslacht uit de familie van de slankpootvliegen (Dolichopodidae).

## Soorten
- C. arizonicus Robinson, 1967
- C. delicatus Loew, 1861
- C. flavicornis Van Duzee, 1916
- C. flaviventris (von Roser, 1840)
- C. luteopalpus Curran, 1923
- C. luteus Curran, 1930
- C. molliculus (Fallen, 1823)
- C. occidentalis Harmston, 1951
- C. pusio Loew, 1861
- C. varicoloris Becker, 1908